# Antoni Guansé i Brea
Antoni Guansé i Brea (Tortosa, Baix Ebre, 1 de gener de 1926 — París, 22 de novembre de 2008), fou un pintor català.
Nebot de Domènec Guansé i net de Reynaldo Brea, la seva família es traslladà a Barcelona, on cursà els estudis secundaris. De 1948 a 1951, forma part del grup dels «Ciclos Experimentales de Arte Nuevo», amb Àngel Marsà, Tàpies, Guinovart i Subirà-Puig; freqüenta el Cercle Maillol de l'Institut Francès de Barcelona i fa alguna estada a Eivissa. Publicà unes il·lustracions a un conte de Kafka a la revista en català Aplec (1952). El 26 de gener de 1953 se'n va a París, amb una beca concedida per l'Estat francès, on des del 1954 s'estableix definitivament, desenvolupant-hi la seva carrera artística.